# Anemone weberi
Anemone weberi är en ranunkelväxtart som beskrevs av Felix Joseph Widder. Anemone weberi ingår i släktet sippor, och familjen ranunkelväxter. Inga underarter finns listade i Catalogue of Life.